# بام باغ

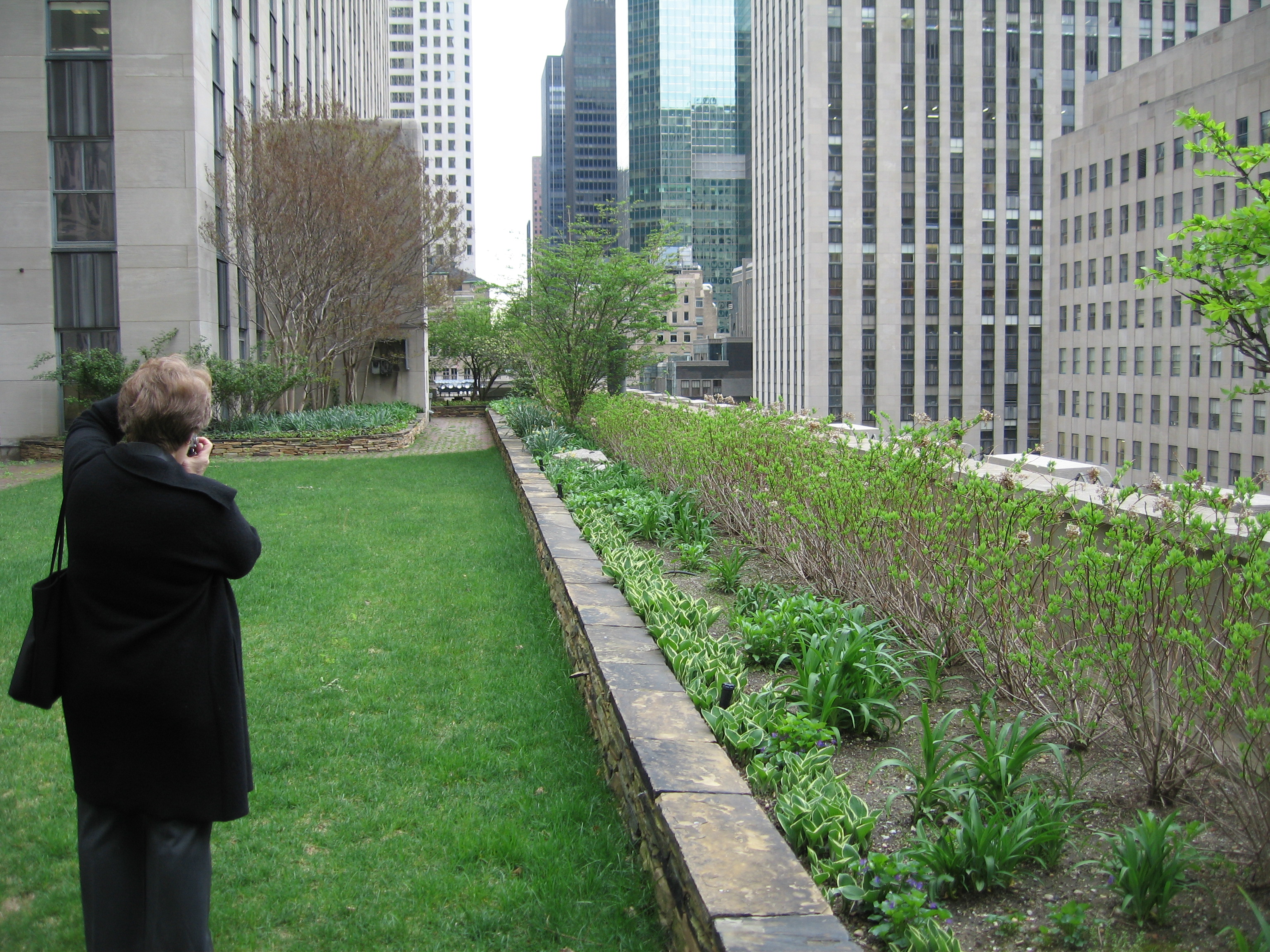
بام باغ مرکز راکفلر در منهتن نیویورک.

بام باغ یا باغ پشت‌بامی به هرگونه باغ یا باغچه که در بام ساختمانی ساخته شده باشد گفته می‌شود. این باغ‌ها علاوه بر زیبایی می‌توانند به مصرف تولید غذا، کنترل دما، بهبود معماری و ایجاد محیط مناسب زندگی برای جانداران وحشی و همچنین تفریح به کار روند. چنین باغ‌هایی در مقیاس بزرگ می‌توانند بر آب‌وهوا و محیط زیست منطقه تأثیر گذاشته و آن را بهبود بخشند.

## تاریخ
به لحاظ تاریخی کشت گیاهان بر بام‌ها پیشسنه طولانی دارد. چنین باغ‌هایی در باغ‌های معلق بابل در بین‌النهرین، امپراتوری روم و همچنین مصر باستان وجود داشته‌است.
گونه امروزی این باغ‌ها در دهه ۱۹۶۰ (میلادی) با هدف مقابله با بحران‌های زیست‌محیطی به‌ صورت علمی و مهندسی‌شده در آلمان پدید آمدند.

## تأثیر بر محیط زیست

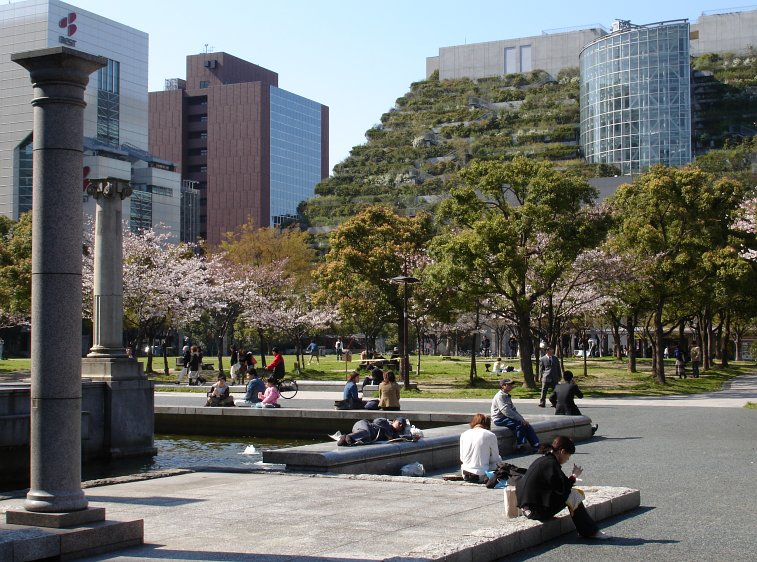
نمای آکروس، فوکوئوکا. معمار: امیلیو آمباز.

باغ بام‌ها بیشتر در مناطق شهری یافت می‌شوند و گیاهان در کل توان کاهش جذب دمای ساختمان‌ها را دارند که باعث کاهش مصرف انرژی می‌شود. میزان جذب دمای نور خورشید در گیاهان بسیار کمتر از مواد ساختمانی و مواد بکار رفته در جاده‌ها و خیابان‌ها است و اگر سطح ساختمان‌ها از گیاه پوشیده شده باشد باعث جذب بسیار کمتر حرارت می‌شود. گرمایی که پس از جذب به محیط اطراف بازپس داده شده، باعث افزایش دمای محیط می‌شود. پژوهش‌های انجام گرفته نشان می‌دهد که بام باغ‌ها در زمان‌های مختلف روز تأثیر قابل توجهی بر دمای لایه‌های مختلف بام و کاهش آن دارند.
علاوه بر این بام باغ‌ها اثر قابل توجهی بر جذب آب باران و جلوگیری از هدر رفت آن دارند. با گسترش شهرها سطوح زمین به سطوح سخت آسفالت و سیمان تبدیل شده و از جذب آب توسط زمین جلوگیری می‌شود. در هنگام بارندگی از آنجایی که آب باران جذب زمین نمی‌شود حجم عظیمی از آب در سطح زمین جاری می‌شود که باعث مشکلات عدیده‌ای است. بام باغ‌ها می‌توانند با جذب آب، جاری شدن آب رادر سطح به تأخیر انداخته و در کنترل حجم آب جاری کمک کنند. همچنین می‌توان از آب ذخیره شده در مراحل بعدی برای آبیاری گیاهان استفاده کرد.
سازمان ملل برای رسیدن به اهداف توسعه پایدار، ایجاد بام‌های سبز برای کاهش کربن تا ۲۰۳۰ را حیاتی می‌داند.

## کشاورزی در بام

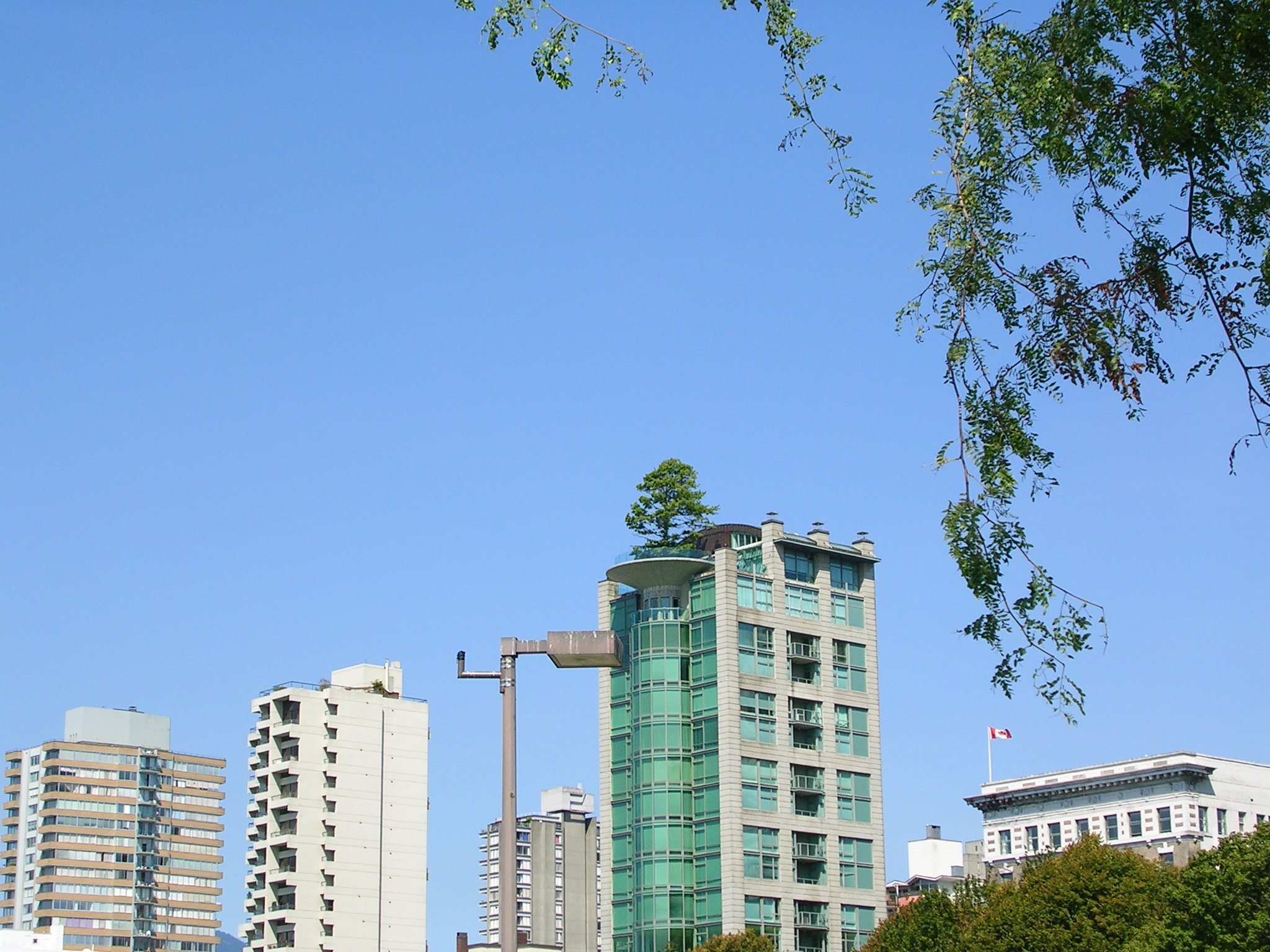
یک بام باغ در ونکوور، کانادا

در بامی که قابل دسترسی برای ساکنان محل است می‌توان برای تولید غذای محلی در مقیاسی کوچک یک مزرعه شهری ایجاد کرد. چنین مزرعه‌ای می‌تواند منبعی برای محصولات تازه برای تکمیل غذای مورد نیاز افراد محلی باشد. برای نمونه دانشگاه ترنت در بام محل دانشگاه اقدام به تولید غذا برای شاگردان می‌کند. در آپارتمان‌های کوچک که فضای کشت کمتر است می‌توان اقدام به کشت عمودی کرد. چنین شیوه‌ای به فضای کمتری نیاز دارد. به عنوان مثال با استفاده از یک‌پنجم فضای متعارف می‌توان ده برابر بیشتر محصول تولید کرد. چنین شیوه‌هایی می‌توانند مشوق استفاده کمتر از کودهای شیمیایی و سموم و حفاظت بهتر از محیط زیست شوند.

## اهمیت برنامه‌ریزی شهری
برای برنامه ریزان شهری سیاست‌ورزی سبز مبتنی بر حفظ محیط زیست برای بهبود محیط و زیباشناسی شهری از اولویت بالایی برخوردار است. بر پایه محاسبات برآورد می‌شود که اگر نیمی از بام‌های شهر توکیو توسط گیاهان سبز شود درجه حرارت شهر بین ۱۱ تا ۸۴ صدم درجه کاهش می‌یابد. چنین کاهشی در دما منجر به صرفه جویی تقریباً ۱۰۰ میلیون ین می‌شود. سبز کردن بام‌ها توسط گیاهان می‌تواند شامل کشت درختان تزئینی، بوته‌ها، تاک‌ها، کشت سبزیجات تازه و ترکیب مختلفی از گل‌ها باشد که به نسبت‌های مختلف موجب زیبایی محیط شده یا به بهبود محیط زیست کمک کرده یا غذای بیشتری را برای ساکنان محل تأمین می‌کند.

## علم کشاورزی
ایده ماشین زنده مبتنی بر چرخه کشاورزی است که در آن کودهای طبیعی در کانتینرهای مخصوص در خاک تجزیه شده و در طی روند کشت، غذا تولید شده و پس از فرآوری غذای تولید شده، مواد اضافی آن دوباره به چرخه تولید برمی‌گردد. همچنین پس از مصرف، فضولات تولید شده به عنوان کود به چرخه تولید بازمی‌گردد. لازم است روند تولید کود از فضولات دستکم یک سال به طول بینجامد تا خطرهای بهداشتی این فضولات از بین برود.

## کاهش مصرف انرژی
گروهی از پژوهشگران در ایالات متحده آمریکا در حال عملی کردن طرحی هستند که با نام پشت بام‌های سبز شهرت داشته و ادعا می‌شود که با اجرای این طرح می‌توان تا ۲۶ درصد در مصرف انرژی صرفه‌جوئی کرد. این طرح هم‌اکنون به صورت آزمایشی در پشت بام مرکز همایش‌های جاکوب کی – جاویتز در نیویورک در حال اجرا است. ابعاد این پروژه که در پشت بام اجرا می‌شود به اندازه ۵ برابر یک زمین فوتبال است و این طرح بزرگترین طرح فضای سبز پشت بام در ایالت‌های شمالی آمریکا محسوب می‌شود.

## توسعه بام باغ در شهرها
شهرهای مختلفی در اروپا هر سال تسهیلاتی برای توسعه بام باغ‌ها در نظر می‌گیرند. به این امید که مردم بیشتری را برای ایجاد این نوع باغ‌ها ترغیب کنند. بین سال‌های ۲۰۱۵ تا ۲۰۲۰ به‌طور میانگین هر سال بیش از ۱۰ میلیون متر مربع بام باغ در شهرهای اروپایی ساخته شده‌است. تنها در پاریس، یک باغ به مساحت ۱۴ هزار متر مربع در پشت بامی ساخته شده و در سال ۲۰۲۰ به بهره‌برداری می‌رسد. همچنین عموم مردم نیز می‌توانند از این باغ دیدن کنند. شهرهای بازل در سوئیس و اشتوتگارت در آلمان با قوانین اجباری، ۳۰ درصد بام‌ها را سبز کرده‌اند. شهرهای نیویورک و شیکاگو در آمریکا نیز برنامه‌های گسترده‌ای برای توسعه بام باغ‌ها دارند. از موفق‌ترین نمونه بام باغ در شهرها می‌توان به فرهنگستان علوم کالیفرنیا در سان فرانسیسکو، های لاین پارک در نیویورک، باغ بام کنزینگتون در لندن، والداسپیرال در دارمشتات و موزه موئسگارد در بِدِر دانمارک اشاره کرد.
بنا بر گزارش دانشگاه فناوری سیدنی در سال ۲۰۲۳ بام باغ‌ها توانسته‌اند پاسخگوی بحران‌های شهرنشینی‌ باشند و دمای شهرها را تا ۸ درجه سلسیوس کاهش داده و دی‌اکسید کربن را جذب و اکسیژن تولید کنند. بر پایه این گزارش این بام باغ‌ها زیستگاه پرندگان و حشرات را در شهرهایی مانند لندن و تورنتو حفظ می‌کنند.

## روز جهانی بام‌های سبز
از سال ۲۰۲۰ روز ۶ ژوئن به روز جهانی بام‌های سبز نام‌گذاری شده است.

## در ایران
در ایران بام باغ‌ها هنوز در مراحل اولیه توسعه هستند و بیشتر در پروژه‌های تجاری و مسکونی گرانقیمت دیده می‌شوند. شناخته‌شده‌ترین بام باغ ایران، بام باغ‌های برج میلاد تهران و مجتمع کورش هستند.
پژوهشی با نام نقش بام و دیوار سبز در توسعه پایدار شهری در فصل‌نامه علوم و تکنولوژی محیط زیست در دانشگاه آزاد اسلامی واحد علوم و تحقیقات تهران در سال ۱۳۹۵ نشان داد، ایجاد ۱۰۰ کیلومتر مربع بام سبز (۲۰ درصد از بام‌های مسکونی) می‌تواند ۲۰ هزار تن گردوغبار معلق در هوا را کاهش داده و روزانه ۳۷ هزار تن دی‌اکسید کربن را به اکسیژن تبدیل کند. اما بالا بودن هزینه‌های نصب سازه‌های مقاوم به خشکی و آبیاری، کمبود آگاهی و نبود قوانین تشویقی، توسعه این فضاها را کُند و شمار این باغ بوم‌ها را پایین نگه است.

## نگارخانه

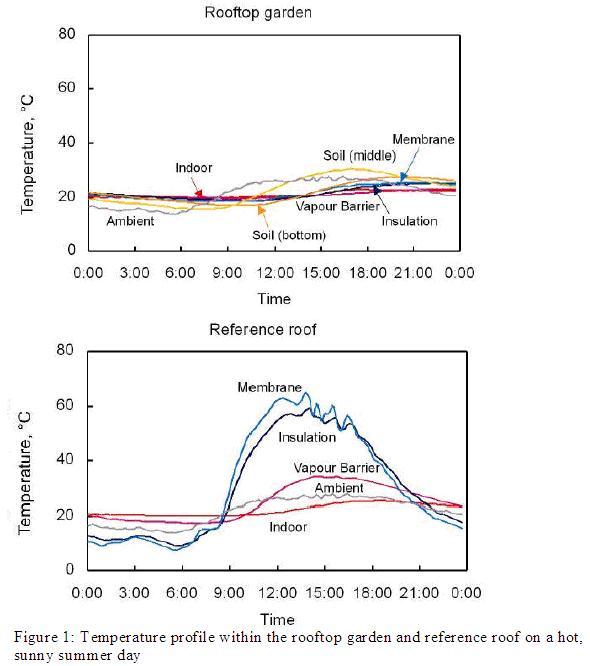
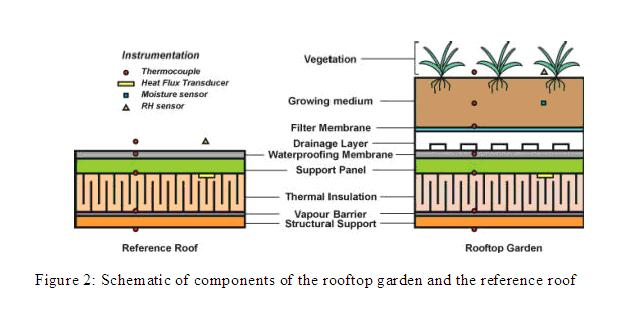
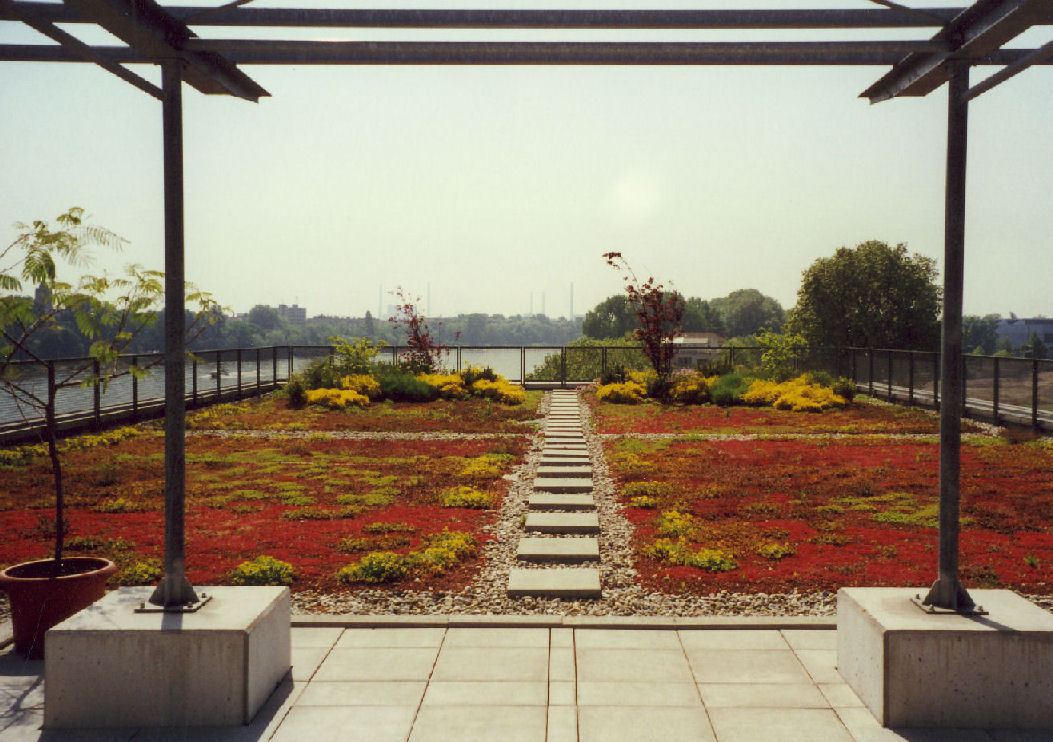
نمایی از یک بام باغ
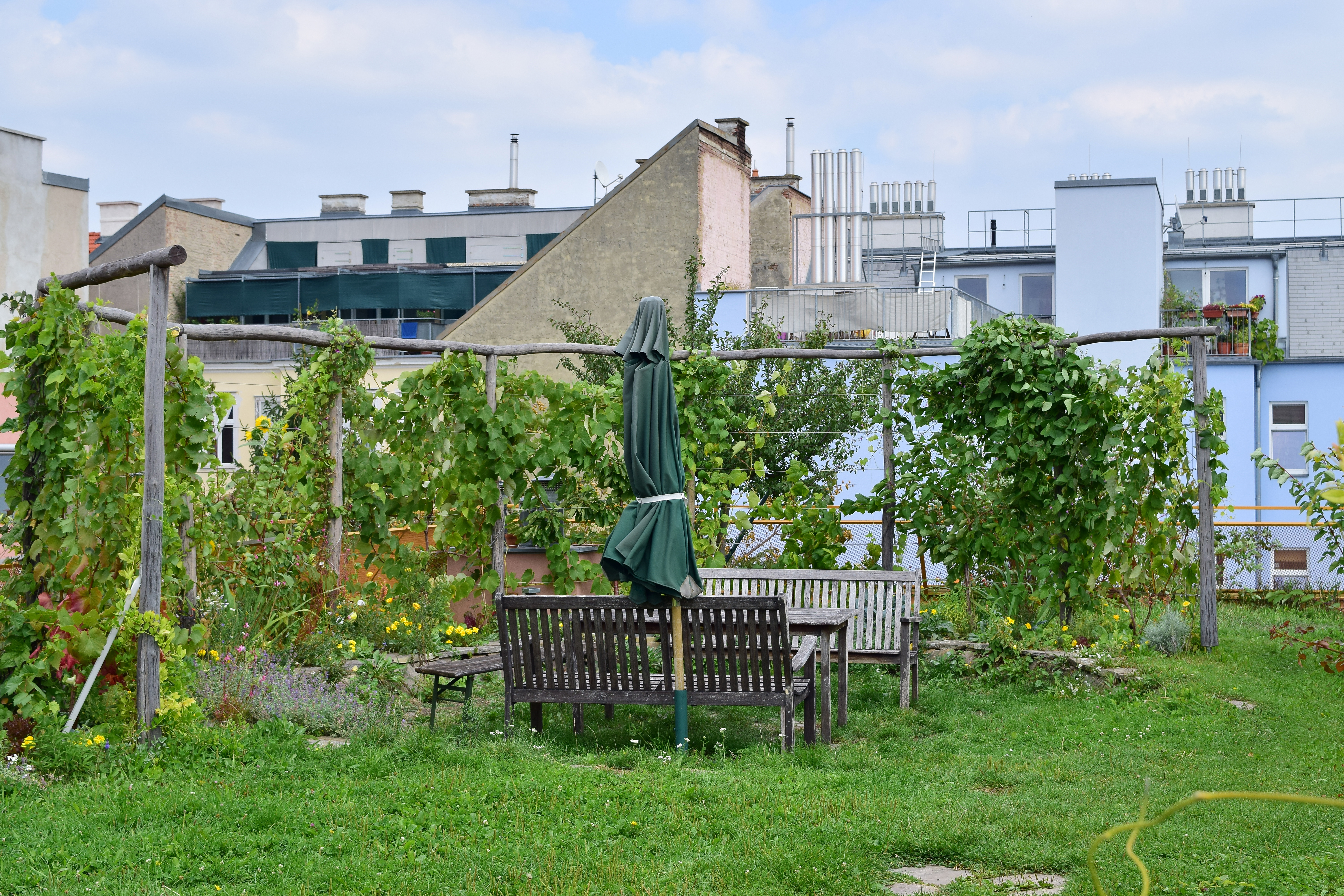
یک بام باغ در وین، اتریش
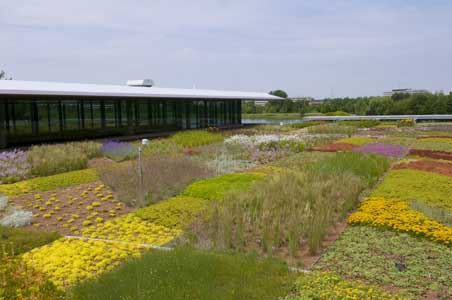
باغ بام سبز